# La bohème
(Igor' Fëdorovič Stravinskij, Venezia, [ca.1965])
La Bohème è un'opera in quattro quadri di Giacomo Puccini su libretto di Giuseppe Giacosa e Luigi Illica, ispirato al romanzo di Henri Murger Scene della vita di Bohème e rappresentata per la prima volta nel 1896 al Teatro Regio di Torino. 

## Storia
La bohème nasce da una sfida fra Giacomo Puccini e Ruggero Leoncavallo, i quali gareggiarono a scrivere contemporaneamente due opere omonime tratte dalla stessa fonte d'ispirazione. Dopo oltre un secolo l'opera di Puccini è ancora fra le più popolari al mondo, mentre quella di Leoncavallo non ha goduto di altrettanto successo.
Il libretto pucciniano venne scritto da Illica e Giacosa ed ebbe una gestazione abbastanza laboriosa per la difficoltà di adattare le situazioni e i personaggi del testo originario ai rigidi schemi e all'intelaiatura di un'opera musicale. Per completare la partitura Puccini impiegò tre anni di lavoro passati fra Milano, Torre del Lago e la Villa del Castellaccio vicino a Uzzano, messa a disposizione dal conte Orsi Bertolini; qui completò il secondo e terzo atto, come da lui annotato con una scritta rimasta sui muri della villa. L'orchestrazione della partitura procedette invece speditamente e fu completata una sera di fine novembre del 1895.
Meno di due mesi dopo, il 1º febbraio 1896, La bohème fu rappresentata per la prima volta al Teatro Regio di Torino con Evan Gorga, Cesira Ferrani, Tieste Wilmant, Antonio Pini-Corsi, Camilla Pasini e Michele Mazzara, diretta dal ventinovenne maestro Arturo Toscanini. Il successo di pubblico fu buono, mentre la critica ufficiale, dimostratasi all'inizio piuttosto ostile, dovette presto allinearsi ai generali consensi. Dopo la rappresentazione torinese l'opera venne leggermente ritoccata da Puccini: questa seconda versione, considerata oggi quella definitiva e usualmente eseguita, venne messa in scena per la prima volta il 12 Aprile 1896 al Teatro Politeama di Palermo, sotto la direzione di Leopoldo Mugnone, con la scenografia di Rocco Lentini, ottenendo un successo strepitoso. L'anno successivo la Bohème viene rimessa in cartellone nella stagione inaugurale del Teatro Massimo di Palermo e da quel momento diventerà l'opera più cantata e conosciuta di Puccini.

## Trama
L'esistenza spensierata di un gruppo di giovani artisti bohémien costituisce lo sfondo dei diversi episodi in cui si snoda la vicenda dell'opera, ambientata nella Parigi del 1830.

### Quadro I

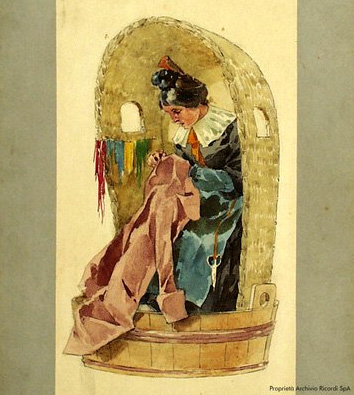
Adolf Hohenstein, bozzetto del costume di una rappezzatrice per la prima rappresentazione de La bohème (quadro II)

In soffitta
La vigilia di Natale, il pittore Marcello sta dipingendo un paesaggio del Mar Rosso, e il poeta Rodolfo sta tentando di accendere il fuoco con la carta di un dramma scritto da lui (ma nel camino manca la legna). Giunge il filosofo Colline, che si unisce agli amici e si lamenta poiché la vigilia di Natale nessuno concede prestiti su pegno. Infine, il musicista Schaunard entra trionfante con un cesto pieno di cibo e la notizia di aver finalmente guadagnato qualche soldo. I festeggiamenti sono interrotti dall'inaspettata visita di Benoît, il padrone di casa venuto a reclamare l'affitto, che però viene liquidato con uno stratagemma. È quasi sera e i quattro bohémiens decidono di andare al caffè Momus. Rodolfo si attarda un po' in casa, promettendo di raggiungerli appena finito l'articolo di fondo per il giornale "Il Castoro".
Rimasto solo, Rodolfo sente bussare alla porta. Una voce femminile chiede di poter entrare. È Mimì, giovane vicina di casa: le si è spento il lume e cerca una candela per poterlo riaccendere. Una volta riacceso il lume, la ragazza si sente male: è il primo sintomo della tubercolosi. Quando si rialza per andarsene, si accorge di aver perso la chiave della stanza: inginocchiati sul pavimento, al buio (entrambi i lumi si sono spenti), i due iniziano a cercarla. Rodolfo la trova per primo ma la nasconde in una tasca, desideroso di passare ancora un po' di tempo con Mimì e di conoscerla meglio. Quando la sua mano incontra quella di Mimì ("Che gelida manina"), il poeta chiede alla fanciulla di parlargli di lei. Mimì gli confida d'essere una ricamatrice di fiori e di vivere sola ("Sì, mi chiamano Mimì").
L'idillio dei due giovani, ormai ad un passo dal dichiararsi reciproco amore, viene interrotto dagli amici che, dalla scala, reclamano Rodolfo. Il poeta vorrebbe restare in casa con la giovane, ma Mimì propone di accompagnarlo e i due, che dal "voi" formale del dialogo precedente, sono passati al "tu" degli innamorati, dopo essersi baciati, lasciano insieme la soffitta inneggiando all'amore ("O soave fanciulla", anche conosciuta come "Amor, amor").

### Quadro II

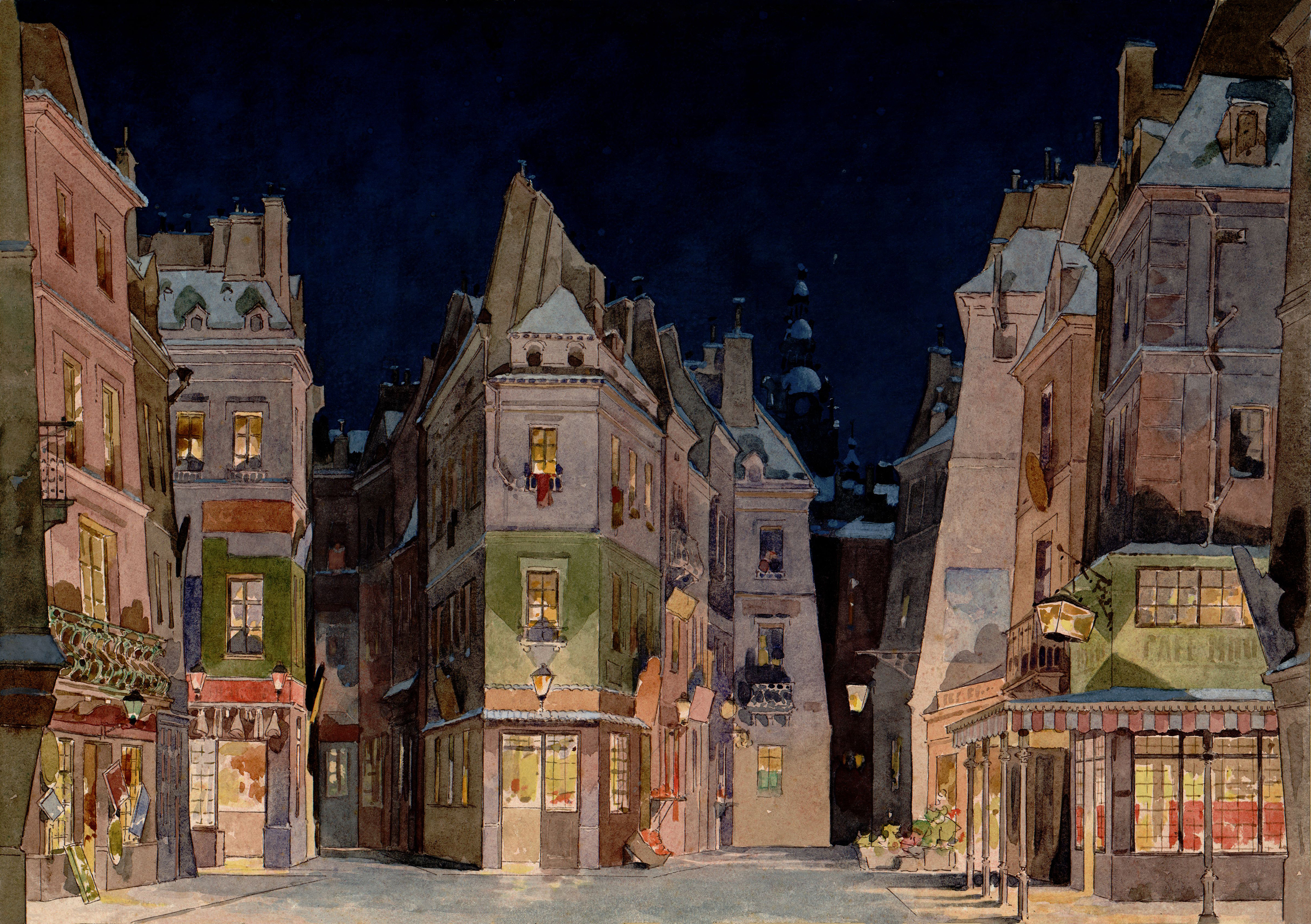
Adolf Hohenstein, bozzetto della prima rappresentazione de La bohème (quadro II), 1896

Al caffè
Il caffè Momus. Rodolfo e Mimì raggiungono gli altri bohèmiens. Il poeta presenta la nuova arrivata agli amici e le regala una cuffietta rosa. Al caffè si presenta anche Musetta, una vecchia fiamma di Marcello, che lei ha lasciato per tentare nuove avventure, accompagnata dal vecchio e ricco Alcindoro. Riconosciuto Marcello, Musetta fa di tutto per attirare la sua attenzione, esibendosi ("Quando men vo"), facendo scenate ed infine cogliendo al volo un pretesto, il dolore al piede per una scarpetta troppo stretta, per scoprirsi la caviglia e far andare via Alcindoro a comprare un nuovo paio di scarpe. Marcello non può resisterle e i due amanti si riconciliano. Subito dopo si scopre che i quattro amici non possono pagare il conto. Musetta allora fa sommare al cameriere il conto di Alcindoro e dei bohèmiens e li mette in conto ad Alcindoro stesso. Quindi fuggono. Poco dopo Alcindoro, tornato con le scarpe per Musetta, scopre la fuga di quest'ultima e visto il doppio conto da pagare si accascia su una sedia.

### Quadro III

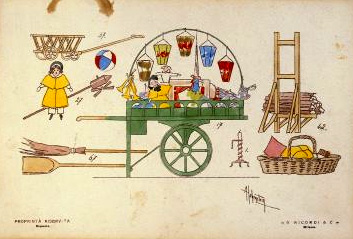
Adolf Hohenstein, tavola di attrezzeria per la prima rappresentazione de La bohème (quadro II)

La Barriera d'Enfer
Febbraio. Mentre la neve cade dappertutto, i doganieri lasciano passare le lattaie venute a portare latte e formaggi alla sordida osteria dove Marcello lavora come ritrattista; tra di esse giunge anche Mimì, venuta in cerca dell'amico per confidargli le sue pene. La vita in comune con Rodolfo le si è rivelata ben presto impossibile: le scene di gelosia sono ormai continue, come pure i litigi e le incomprensioni; lui la accusa ingiustamente di leggerezza e di infedeltà. Marcello le rivela che anche il suo rapporto con Musetta è in crisi, poiché la donna non riesce ad abbandonare la sua vita lasciva e lo tradisce ripetutamente con uomini facoltosi. In quella giunge Rodolfo, che ha passato la notte all'osteria: Mimì si nasconde e origlia mentre Marcello lo spinge a parlare di lei. Sulle prime lo scrittore conferma ciò che lei ha raccontato; tuttavia poi, incalzato dall'amico, gli rivela che le sue accuse sono un pretesto: ha capito che Mimì è gravemente malata e che la vita nella soffitta potrebbe pregiudicarne ancor più la salute. Mimì ascolta, non vista, queste confessioni, ma la sua tosse la fa scoprire: lei e Rodolfo hanno quindi uno struggente confronto nel corso del quale dapprima si accusano a vicenda, ma poi iniziano a ricordare tutti i bei momenti passati insieme. Nel frattempo giunge Musetta, la quale ha appena amoreggiato con un uomo: ciò causa le ire di Marcello, che rompe la loro relazione e la scaccia.
Anche Mimì e Rodolfo decidono di separarsi, ma trovano che lasciarsi in inverno sarebbe come morire, così decidono di aspettare fino alla bella stagione, la primavera.

### Quadro IV
In soffitta
Ormai separati da Musetta e Mimì, Marcello e Rodolfo si confidano le pene d'amore. Quando Colline e Schaunard li raggiungono, le battute e i giochi dei quattro bohémiens servono solo a mascherare la loro disillusione. All'improvviso sopraggiunge Musetta, che ha incontrato Mimì sofferente per strada che, ormai prossima alla fine, vorrebbe tornare in quella soffitta che vide il suo primo incontro con Rodolfo. Musetta manda Marcello a vendere i suoi orecchini per comperare medicine, ed esce lei stessa per cercare un manicotto che scaldi le mani gelide di Mimì. Anche Colline decide di vendere il suo vecchio cappotto (“Vecchia zimarra, senti”), al quale è molto affezionato, per contribuire alle spese. Qui, ricordando con infinita tenerezza i giorni del loro amore, Mimì si spegne dolcemente circondata dal calore degli amici (che le donano il manicotto e le offrono un cordiale) e dell'amato Rodolfo. Mimì è apparentemente assopita, inizialmente nessuno si avvede della sua morte. Il primo ad accorgersene è Schaunard, che lo confida a Marcello. Nell'osservare gli sguardi e i movimenti degli amici, Rodolfo si rende conto che è spirata e, gridando straziato il nome dell'amata, l'abbraccia piangendo.

## Organico orchestrale
La partitura di Puccini prevede l'utilizzo di:
- 2 flauti, ottavino, 2 oboi, corno inglese, 2 clarinetti, Clarinetto basso, 2 fagotti
- 4 corni, 3 trombe, 3 tromboni, trombone basso
- timpani, tamburo, triangolo, piatti, grancassa, xilofono, carillon (glockenspiel), campanelle
- arpa
- archi

Da suonare sul palco:
- 4 pifferi (ottavini), 4 trombe, 6 tamburi

Da notare che i bicchieri indicati da Puccini in partitura vengono battuti dalle artiste del coro accompagnando il loro canto.

## Brani celebri
- Che gelida manina, aria di Rodolfo (quadro I)
- Sì, mi chiamano Mimì, aria di Mimì (quadro I)
- O soave fanciulla, duetto tra Rodolfo e Mimì (quadro I)
- Quando men vo, valzer di Musetta (quadro II)
- Donde lieta uscì, aria di Mimì (quadro III)
- Vecchia zimarra, aria di Colline (quadro IV)
- Sono andati? Fingevo di dormire, assolo di Mimì (quadro IV)

## La reazione del pubblico e la critica contemporanea
«Nella vasta platea tutto è occupato; i palchetti rigurgitano per eleganza di bellissime signore; si contano in certi palchi sei, sette persone; le barcacce dell'ufficialità brillantissime; il loggione enormemente stipato; un teatro veramente meraviglioso».
«Musica chiara, semplice, melodica, piena di passione; musica che scuote e conquide anche a prima giunta e strappa l'applauso pur senza attendere la fine d'atto; i brani scintillanti di pensiero bello e scorrevole che restano di dominio pubblico appena sentiti. Trovate musicali, poderosità originali forse non se ne odono, ma Puccini è riuscito a mettere assieme tanta e si affascinante melodia da convincere anche i meno eclettici a deciderli a scordare qualche convenzionalismo di forma».
"Il Secolo XIX", 3-4 febbraio
La Gazzetta Musicale di Milano, rivista dell'editore Ricordi, nel n. 6 del 6 febbraio 1896 cita i giudizi della stampa dopo la Prima al Teatro Regio di Torino della Bohème di Puccini.
L'accoglienza del pubblico fu estremamente positiva, in proposito più testate giornalistiche riportano la testimonianza.
"La Fanfulla", il 3 febbraio scrisse:
«Il pubblico sorge in piedi acclamando con vero entusiasmo. Il maestro si presenta alla ribalta altre cinque volte. - Totale quindici chiamate».
O ancora ne "L'Italia del popolo", pubblicata il 2-3 febbraio, è raccontato:
«Grandi applausi e quattro calorose chiamate a Puccini, agli artisti ed al direttore d'orchestra, maestro Toscanini».
Da "La Tribuna" si può leggere:
«Il pubblico - che è il primo e forse l'unico giudice di un'opera d'arte - è stato nel suo giudizio, complessivamente, assai favorevole all'autore, o meglio agli autori. Ha ascoltato tutta l'opera con costante attenzione, con interesse sempre vivo.»
Ne "La Perseveranza" vennero espressi numerosi complimenti alle maestranze che hanno dato vita all'opera, pronosticando la futura fortuna della stessa:
«Per questo importante titolo, per l'eleganza della fattura, la speditezza della commedia, offerta dal bellissimo libretto, che corrisponde in parte al suo mandato, per la vivacità della musica alternata coi delicati, patetici, persuadenti episodi appassionati, per la varietà dei comici particolari, la Bohème resterà, ricercatissima nel repertorio nazionale, documento prezioso per attestare che l'arte nostra tiene alta sempre l'antica, gloriosa bandiera».
L'articolo dedicato alla Prima di Bohème del Corriere della Sera riportò apprezzamenti al compositore «Puccini ha compiuto un notevole passo sulla via del progresso» e alle melodie da lui ideate «la musica corre lesta ed agile, ora briosa, ora straziante, senza che sia concesso di fermarsi per ricercare effetti maggiori di quelli che le situazioni comportino».
Giulio Ricordi decise di raccogliere nella Gazzetta Musicale di Milano solo i resoconti benevoli, ciò ebbe un effetto controproducente perché attribuì eccessiva importanza agli articoli dei detrattori. In particolare su La Luna (supplemento settimanale del periodico torinese Il Fischietto), anno XVI, n. 6  l'articolo del "Conte di Luna" contiene aspre critiche all'opera pucciniana a causa della somiglianza con la precedente Manon Lescaut e la mancanza di «colore locale», che fu rimproverata alla Bohème da molti critici anche in seguito, persino nel complessivamente favorevole articolo della "Illustrazione Italiana" del 23 febbraio 1896 si può leggere «L'appunto più serio che si può fargli è una mancanza troppo palese di color locale». Nella pubblicazione n. 5 della Gazzetta Musicale di Milano del 30 gennaio 1896, Alfredo Caselli, riassumendo alcuni episodi complessi della gioventù del compositore, affermava che essi potrebbero costituire un ulteriore capitolo per le Scene della Bohème. Proprio per questo motivo, Giacomo Puccini ha scelto di musicare quelle scene. L'autore, ancora non identificato dietro lo pseudonimo "Conte di Luna", concluse il suo articolo alludendo molto probabilmente a quanto scritto da Caselli per contraddirlo:
«Il torto grave del maestro è quello di non aver fatto opera sentita. Non essendo in miseria non poteva sentire la Bohème. Certo cose non si fanno di maniera. Se si vuole musicar bene la fame e l'amore...senza quattrini, bisogna star senza mangiare qualche anno. allora, forse, si riesce a rendere il colore locale coll'efficacia che si esige dai moderni estetici».
L'anonimo giornalista mosse delle velate critiche anche alle scelte dell'editore Ricordi:
«Invece quando si ha la fortuna di essere applauditi e di trovare editori ed imprese che vi mettono in scena i lavori senza nemmeno chiedervi un soldo di compenso, anzi regalandovi ancora qualche solderello per il vostro disturbo, è impossibile avere un'idea chiara di certe situazioni».

## Versioni cinematografiche
- 1916 - La bohème, diretto da Albert Capellani.
- 1926 - La bohème, diretto da King Vidor.
- 1945 - La bohème, diretto da Marcel L'Herbier.
- 1988 - La bohème, film per la TV diretto da Luigi Comencini.
- 2005 - Rent, film diretto da Chris Columbus (adattamento cinematografico dell'omonimo musical di Broadway di Jonathan Larson).
- 2022 - La Bohème, film per la TV diretto da Mario Martone[11].

## Registrazioni

### Discografia (parziale)
| Anno | Cast (Rodolfo, Mimì, Marcello, Musetta, Colline, Schaunard)                                                     | Direttore                          | Etichetta           |
| ---- | --- | ---------------------------------- | ------------------- |
| 1928 | Luigi Marini, Rosetta Pampanini, Gino Vanelli, Luba Mirella, Tancredi Pasero, Aristide Baracchi                 | Lorenzo Molajoli                   | Columbia            |
| 1928 | Aristodemo Giorgini, Rosina Torri, Ernesto Badini, Thea Vitulli, Luigi Manfrini, Aristide Baracchi              | Carlo Sabajno                      | La voce del padrone |
| 1938 | Beniamino Gigli, Licia Albanese, Afro Poli, Tatiana Menotti, Duilio Baronti, Aristide Baracchi                  | Umberto Berrettoni                 | La voce del padrone |
| 1947 | Richard Tucker, Bidu Sayão, Frank Valentino, Mimi Benzell, Nicola Moscona, George Cehanovsky                    | Giuseppe Antonicelli               | Columbia            |
| 1951 | Giacinto Prandelli, Renata Tebaldi, Giovanni Inghilleri, Hilde Güden, Raffaele Arié, Fernando Corena            | Alberto Erede                      | Decca               |
| 1956 | Jussi Björling, Victoria de los Ángeles, Robert Merrill, Lucine Amara, Giorgio Tozzi, John Reardon              | Thomas Beecham                     | RCA                 |
| 1956 | Giuseppe Di Stefano, Maria Callas, Rolando Panerai, Anna Moffo, Nicola Zaccaria, Manuel Spatafora               | Antonino Votto                     | EMI                 |
| 1957 | Gianni Poggi, Antonietta Stella, Renato Capecchi, Bruna Rizzoli, Giuseppe Modesti, Guido Mazzini                | Francesco Molinari Pradelli        | Philips             |
| 1959 | Carlo Bergonzi, Renata Tebaldi, Ettore Bastianini, Gianna D'Angelo, Cesare Siepi, Renato Cesari                 | Tullio Serafin                     | Decca               |
| 1961 | Richard Tucker, Anna Moffo, Robert Merrill, Mary Costa, Giorgio Tozzi, Philip Maero                             | Erich Leinsdorf                    | RCA                 |
| 1962 | Gianni Poggi, Renata Scotto, Tito Gobbi, Jolanda Meneguzzer, Giuseppe Modesti, Giorgio Giorgetti                | Antonino Votto                     | DG                  |
| 1962 | Nicolai Gedda, Mirella Freni, Mario Sereni, Mariella Adani, Ferruccio Mazzoli, Mario Basiola jr.                | Thomas Schippers                   | EMI                 |
| 1972 | Luciano Pavarotti, Mirella Freni, Rolando Panerai, Elizabeth Harwood, Nicolai Ghiaurov, Gianni Maffeo           | Herbert von Karajan                | Decca               |
| 1973 | Plácido Domingo, Montserrat Caballé, Sherrill Milnes, Judith Blegen, Ruggero Raimondi, Vicente Sardinero        | Georg Solti                        | RCA                 |
| 1978 | José Carreras, Katia Ricciarelli, Ingvar Wixell, Ashley Putnam, Robert Lloyd, Håkan Hagegård                    | Colin Davis                        | Philips             |
| 1979 | Alfredo Kraus, Renata Scotto, Sherrill Milnes, Carol Neblett, Paul Plishka, Matteo Manuguerra                   | James Levine                       | EMI                 |
| 1987 | José Carreras, Barbara Hendricks, Gino Quilico, Angela Maria Blasi, Francesco Ellero d'Artegna, Richard Cowan   | James Conlon                       | Erato               |
| 1988 | Jerry Hadley, Angelina Rèaux, Thomas Hampson, Barbara Daniels, Paul Plishka, James Busterud                     | Leonard Bernstein                  | DG                  |
| 1994 | Richard Leech, Kiri Te Kanawa, Alan Titus, Nancy Gustafson, Roberto Scandiuzzi, Gino Quilico                    | Kent Nagano                        | Erato               |
| 1995 | Roberto Alagna, Leontina Văduva, Thomas Hampson, Ruth Ann Swenson, Samuel Ramey, Simon Keenlyside               | Antonio Pappano                    | EMI                 |
| 1998 | Roberto Alagna, Angela Gheorghiu, Simon Keenlyside, Elisabetta Scano, Ildebrando D'Arcangelo, Roberto de Candia | Riccardo Chailly                   | Decca               |
| 1998 | Andrea Bocelli, Daniela Dessì, Renato Girolami, Patrizia Ciofi, Erwin Schrott, Davide Damiani                   | Steven Mercurio, Paolo Vero (coro) | RAI                 |

### Filmografia in DVD & Blu-ray (parziale)
| Anno | Cast (Rodolfo, Mimì, Marcello, Musetta)                          | Direttore     | Etichetta           |
| ---- | ---------------------------------------------------------------- | ------------- | ------------------- |
| 1977 | Luciano Pavarotti, Renata Scotto, Ingvar Wixell, Maralin Niska   | James Levine  | Deutsche Grammophon |
| 1982 | José Carreras, Teresa Stratas, Richard Stilwell, Renata Scotto   | James Levine  | Pioneer             |
| 2012 | Piotr Beczała, Anna Netrebko, Massimo Cavalletti, Nino Machaidze | Daniele Gatti | Deutsche Grammophon |

## Omaggi
2017 - Mimì swing it, giocoso omaggio a La Bohème, dove alcuni estratti dal libretto originale di Illica e Giacosa, sono stati musicati ex novo dal violinista e compositore Daniele Richiedei. La forma scelta per le nuove composizioni è la canzone e i brani sono stati pensati e arrangiati negli stili e nei generi musicali popolari e da ballo della prima metà del Novecento, dallo swing al tango, dal valse musette al blues. La voce è quella della cantautrice bresciana Ottavia Brown, che per l’occasione veste i panni di una moderna Mimì rediviva.